# Tenuipalponychus citri
Tenuipalponychus citri är en spindeldjursart som beskrevs av Channabassavanna och Lakkundi 1977. Tenuipalponychus citri ingår i släktet Tenuipalponychus och familjen Tetranychidae. Inga underarter finns listade i Catalogue of Life.